# Стерлитамакский кантон
Стерлитамакский кантон (баш. Стәрлетамаҡ кантоны) — кантон в составе Автономной Советской Башкирской Республики (1920—1930).
Административный центр — г. Стерлитамак.

## Географическое положение

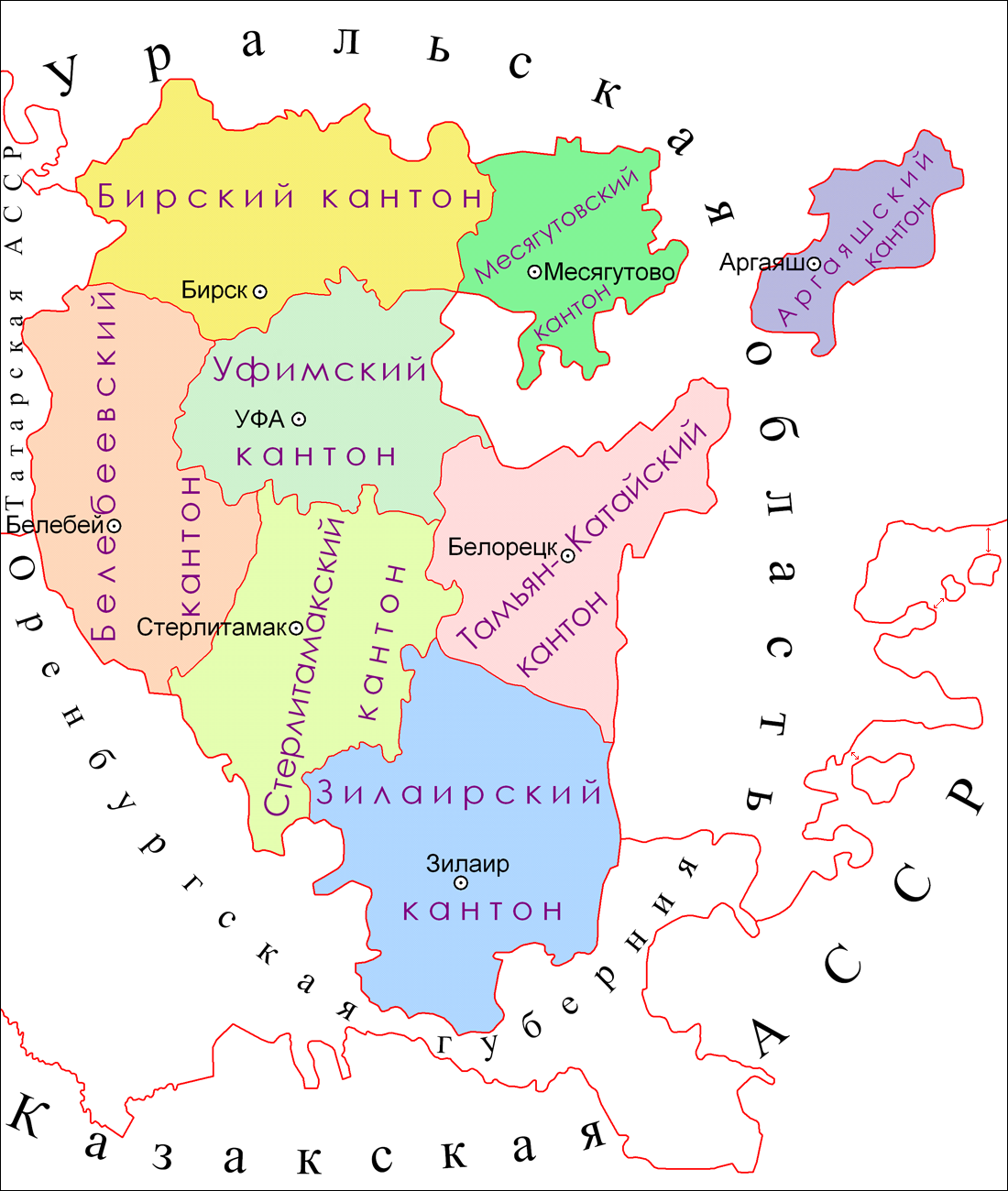

Стерлитамакский кантон был расположен в юго-западной части Автономной Башкирской ССР. Кантон на севере-западе граничил с Белебеевским кантоном, на севере — Уфимским кантоном, на северо-востоке — Тамьян-Катайским кантоном, на юго-востоке — Зилаирским кантоном, а на юго-западе — Оренбургской губернией.

## История
20 августа 1919 года в Стерлитамак из города Саранска прибыл Башкирский военно-революционный комитет — правительство АСБР. Стерлитамак не входил в состав Малой Башкирии, а был в составе Уфимской губернии. В результате в городе существовали все центральные учреждения Стерлитамакского уезда и учреждения Башревкома, что создавало бесконечное недоразумения между ними. 
Поэтому 4 января 1920 года Башревком просит ВЦИК «О временной передаче г. Стерлитамака Уфимской губернии в распоряжение БСР», 12 августа 1920 года Декретом ВЦИК РСФСР город Стерлитамак Уфимской губернии включен в состав территории Башкирской Республики. 24 августа 1920 года Башкирский центральный исполнительный комитет совместно с Народным комиссариатом по делам национальностей РСФСР просят ВЦИК «О передаче Стерлитамакского уезда Башреспублике». 
18 ноября 1920 года ВЦИК РСФСР включает в Башкирскую Советскую Республику волости: 1) Бегеняш-Абукановскую; 2) Дедовскую; 3) Зирганскую; 4) Ишпарсовскую; 5) Колкашевскую; 6) Куганакскую; 7) Мелеузовскую; 8) Николаевскую; 9) Нордовскую; 10) Рязановскую; 11) Уршакминскую; 12) Четырмановскую; 13) Карагушевскую; 14) Веровскую; 15)Ново-Степановскую; 16) Михайловскую. Эти волости в составе Башкирской Республики стали Стерлитамакским кантоном.
Тем же Декретом ВЦИК РСФСР от 18 ноября 1920 года волости Стерлитамакского уезда: 1) Архангельскую; 2) Ирныкшинскую; 3) Покровскую; 4) Ново-Андреевскую; 5) Федоровскую присоединили к Белебеевскому уезду Уфимской губернии. Таким образом уезд как административная единица Уфимской губернии, прекратил существование.
По данным на 1920 год территория кантона составляла 5 353 кв. верст, населения 211 389. 
В 1922 году после вхождения Уфимской губернии в кантон вошли 2 волости Белебеевского уезда, 13 — Табынского кантона, 1 — Уфимского уезда, 14 — Юрматынского кантона. Из Стерлитамакского кантона в Уфимский кантон отошли 11 селений Калчир-Табынской и Миркитлинской волостей, а в 1924 году — Дуван-Табынская, Кармаскалинская и Тереклинская волостей.
47 селений Альшеевской, Давлекановской, Зильдяровской и Киргиз-Миякинской волостей
Белебеевского кантона, Бурзянской и Кургазинской волостей Зилаирского кантона в 1922 году были переданы в состав Стерлитамакского кантона.
В 1927 году часть Мурапталовской волости отошла в пользу Оренбургской губернии, а в 1929 году в состав кантона были включены деревни Давлеткулово, Максютово и Старое Аллабердино Оренбургского округа Средне-Волжской области.
Согласно постановлению Президиума Башкирского центрального исполнительного комитета от 10 февраля 1923 года Стерлитамакский кантон был поделён на 16 волостей, по декрету ВЦИК от 15 декабря 1924 года — на 15 волостей.
Согласно Декрету Всероссийского Центрального Исполнительного Комитета от 15 декабря 1924 г. "Об административном делении Автономной Башкирской ССР" 

центр — г. Стерлитамак, волости: Азнаевская (центр д. Байгузино), Араслановская (центр — д. Арасланово), Ашкадарская (центр — г. Стерлитамак), Бегеняш-Абукановская (центр — д. Семенкино), Буруновская (центр — д. Буруновка), Воскресенская (центр — пос. Воскресенский завод), Зиргановская (центр — с. Зирган), Калкашевская (центр — д. Стерлибашево), Кальчир-Табынская (центр — д. Зилим-Караново), Красноусольская (центр — пос. Красноусольский завод, бывший завод Богоявленский), Мелеузовская (центр — с. Мелеуз), Миркитлинская (центр — д. Ново-Карамалы), Петровская (центр — с. Макарово), Уршаклинская (центр — д. Курманаево), Федоровская (центр — с. Федоровка). 
20 августа 1930 года Стерлитамакский кантон упразднён, а его территория вошла в состав  Бурзянского (части Араслановской и Макаровской волостей), Верхоторского (Верхоторская, части Азнаевской, Араслановской, Зиргановской и Мелеузовской волостей), Карагушевского (части Зиргановской, Калкашевской и Фёдоровской волостей), Киргиз-Миякинского (части Калкашевской и Услинской волостей), Красноусольского (части Буруновской, Калчир-Табынской, Красноусольской, Макаровской и Ново-Канашской волостей), Мелеузовского (Мурапталовская, части Зиргановской, Кургазинской, Мелеузовской и Фёдоровской волостей), Мраковского (части Араслановской и Кургазинской волостей), Ново-Кармалинского (Уршакминская, части Калчир-Табынской, Ново-Канашской и Услинской волостей), Петровского (части Азнаевской, Араслановской, Ашкадарской, Буруновской и Макаровской волостей), Стерлитамакского (части Азнаевской, Ашкадарской, Зиргановской, Калкашевской и Усольской волостей) районов автономной республики.

## Административное деление
Согласно постановлению ВЦИК от 15 декабря 1924 года «Об административном делении АБССР», в состав кантона входило 15 волостей:
- .Азнаевская (центр деревня Байгузино),
- Араслановская (центр деревня Арасланово),
- Ашкадарская (центр город Стерлитамак),
- Бегеняш-Абукановская (центр деревня Семенкино),
- Буруновская (центр деревня Буруновка),
- Воскресенская (центр поселок Воскресенский завод),
- Зергановская (центр село Зерган),
- Калкашевская (центр деревня Стерлибашево),
- Кальчир-Табынская (центр деревня Зилим-Караново),
- Красноусольская (центр поселок Красноусольский завод, бывший завод Богоявленский),
- Мелеузовская (центр село Мелеуз),
- Миркитлинская (центр деревня Ново-Карамалы),
- Петровская (центр село Макарово).
- Уршаклинская (центр деревня Курманаево),
- Федоровская (центр, село Федоровка).

## Население
По данным переписи населения 1920 года население кантона составляло 211 389
Численность населения по данным Всесоюзной переписи населения 1926 года по Стерлитамакскому кантону:
| Численность населения | Мужчины | Женщины | Обоего пола |
| --------------------- | ------- | ------- | ----------- |
| Всё население         | 204 222 | 225 268 | 429 490     |
| Городское население   | 15 098  | 16 355  | 31 453      |
| Сельское население    | 189 124 | 208 913 | 398 037     |

## Хозяйство
Основной отраслью экономики Стерлитамакского кантона являлось сельское хозяйство. В 1927 году площадь пашни составляла 333,1 тыс.га, в которых преобладали посевы пшеницы (117,7 тыс.га),  ржи (159,6 тыс.га) и овса (63 тыс.га), а также имелись посевы проса — 28,6 тыс.га, гречихи — 14 тыс.га, картофеля — 9,6 тыс.га, ячменя — 1,1 тыс.га и других культур.
В 1927 году численность поголовья крупно рогатого скота достигало 194 223, лошадей — 130 923, овец — 391 622, коз — 11 723 и свиней — 27 674.
В 1926 году в кантоне насчитывалось 375 школ 1‑й ступени.